# Bagaces
Bagaces är en ort i Costa Rica.   Den ligger i provinsen Guanacaste, i den västra delen av landet, 140 km nordväst om huvudstaden San José. Bagaces ligger 88 meter över havet och antalet invånare är 4 108.
Terrängen runt Bagaces är platt, och sluttar söderut. Runt Bagaces är det glesbefolkat, med 14 invånare per kvadratkilometer. Bagaces är det största samhället i trakten. Omgivningarna runt Bagaces är en mosaik av jordbruksmark och naturlig växtlighet.